# 미국의 역사 (1776년~1789년)
1776년부터 1789년에 걸친 미국의 역사는 독립 국가가 새로운 헌법을 만들어 비준하고, 연방 정부를 수립한 시기이다. 미국인들은 대영 제국으로부터 자치권을 획득하려는 시도 속에서 비폭력적 항의를 시도하였고, 그것이 급속하게 정치적 혁명으로 발전하여 이를 지키기 위한 독립 전쟁으로 이어졌다. 미국 독립 추진파가 전쟁에 결국 승리함으로써 미합중국은 주권 국가인 미합중국을 선언했다. 비교적 느슨한 국가 연합을 건설한 13년 후에, 미합중국 정부는 외국의 침략이나 국내의 폭동을 두려워하여 당시까지의 연합규약 대신에 연방 정부의 권한을 강화시키고, 국방과 과세권을 규정하는 미국 헌법을 1789년에 제정하게 되었으며, 이 헌법은 현재도 유효하다.

## 독립
17세기와 18세기 영국령 식민지는 주민에 의한 자치의 전통을 발전시키면서 내전 등의 문제로 영국에 의한 무시도 경험했다. 1763년에 종결된 세계적 전쟁(유럽에서 7년 전쟁, 북아메리카에서 프렌치 인디언 전쟁) 후 영국은 세계 일등 국가로 부상했다. 그러나 과도한 전쟁 부채 부담으로 세계 제국을 유지하기 위해 필요한 해군과 육군의 비용을 충당하기가 힘들게 되었다. 그러한 부담을 상쇄하기 위해 영국 의회는 북미 식민지 주민에 대해 과세를 부과하려 시도했고, 미국인들은 ‘영국인’으로서의 권리, 특히 자치의 권리가 위협받는 것을 두려워하게 되었다. 식민지 주민들은 철저한 공화제적 정치관을 발전시켜 갔으며, 그것이 충성과 귀족제, 비리를 부정하고 시민의 주권을 요구하고 시민으로서의 의무를 강조하게 되었다.
과세에 대한 영국 의회와의 갈등이 이어지자 식민지 사이에서 비공식적인 통신원회가 처음 형성되게 되었고, 그 다음은 연대 항의와 저항으로 이어져, 결국 제1차 대륙회의라는 전체 회의가 소집되면서 영국에 대한 무역 보이콧이 시작되었다. 대륙 회의는 13개 식민지의 대표가 참석을 하였다. 영국이 《퀘벡법》을 통해 퀘벡 서쪽의 땅을 퀘벡 식민지로 이월했고, 보스턴 시민이 과세에 분개하며 보스턴 항구에 차를 던져버린 ‘보스턴 차 사건’을 일으키자, 영국 의회는 일련의 〈참을 수 없는 법〉으로 매사추세츠 만 식민지를 압박했다. 영국은 군대를 파견하였고, 매사추세츠에서는 자치 정부와 식민지 민병대를 조직하여 전쟁에 대비했다.

### 군사적 충돌
1775년 4월 19일, 영국군 파견 부대가 매사추세츠 만 식민지 보스턴에서 내륙으로 진군했다. 이들은 숨겨진 무기를 찾아내고, 저명한 현지 지도자들을 체포하라는 명령을 받고 있었다. 이 부대는 렉싱턴 마을 광장에 집결하고 있었던 소수의 주민 자치대 집단과 충돌하면서 총격을 주고받았다. 이후 콩코드에 있는 다리에서 좀 더 많은 민병대 집단과 교전했으나, 이들에게는 무기도 충분치 않았고 지도자도 없었다. 영국군 부대가 보스턴으로 돌아가는 도중에도 민병대의 공격에 지속적으로 노출되어 겨우 구원 부대의 도움으로 돌아갈 수 있었다. 이것이 ‘렉싱턴 콩코드 전투’이며, 미국 독립 전쟁의 시작이 되었다. 이 소식이 알려지자 모든 식민지의 그림자 정부(통신위원회로 불렸다)가 영국파 관리를 쫓아 내고 민병대를 보스턴에 파견하여 그곳에 있던 영국군을 포위했다.
첫 번째 무력 충돌이 일어난 직후 필라델피아에서 제2차 대륙회의가 열렸다. 13개 식민지의 대표가 참석한 이 회의에서 즉시 중앙 정부 조직화를 시작하여 각 식민지는 국가로서의 헌법을 초안하도록 지시를 내렸다. 1775년 6월 프렌치 인디언 전쟁을 경험한 바 있는 버지니아의 카리스마를 가진 정치 지도자 조지 워싱턴이 새로 조직된 대륙군 사령관으로 만장일치로 지명되었고, 보스턴에서 영국군을 포위하고 있던 민병대를 철수시켰다. 모든 연방에서 국왕에게 충성을 바치는 왕당파(로열리스트)는 존재했지만, 권력을 잡는 데까지는 이르지 못했다. 이러한 왕당파들은 지역 회의가 창설한 상설 안전위원회에 의해 항상 감시를 받게 되었다. 왕당파의 침묵을 보호하기 위한 불문율은 있었지만 국왕에 대해 금전적으로 지지를 표명하는 것은 허용되지 않았다. 그들 왕당파들의 자산은 몰수되었으며, 대부분 영국이 장악하고 있던 영토, 특히 뉴욕으로 도피를 했다.

### 캐나다 침공
1775년부터 1776년 사이의 겨울, 대륙군의 캐나다 침공 시도는 실패하였고, 노바 스코샤의 핼리팩스에 집결한 영국군은 캐나다가 13개 식민지에 장악되는 것을 막았다. 미국 측은 뉴욕 식민지의 타이컨더로가 요새를 점령하고 그곳의 대포를 눈길을 통해 보스턴 교외까지 옮겨가는데 성공했다. 보스턴이 내려다 보이는 도체스터 고지에 군대와 대포가 주둔하게 되자 1776년 3월 17일, 영국군은 보스턴을 포기할 수 밖에 없었다.

### 독립 선언
1776년 7월 2일 필라델피아에 모여 있던 제2차 대륙회의는 미국의 독립을 선언했다. 그 이틀 뒤인 7월 4일 《미국 독립 선언》이 채택되었다. 독립 선언의 초안은 존 애덤스와 벤자민 프랭클린을 포함한 5인위원회에 위탁되었으며, 그 문체는 주로 토머스 제퍼슨에 의한 것이었다. 제퍼슨의 원고는 프랭클린의 심사를 받은 후 대륙 회의에 제출되어 노예제도에 대한 국왕 조지 3세에 대한 비난이 삭제되는 등 많은 수정이 가해졌다. 미국 독립 선언에 있는 “우리는 자명한 진리로서 모든 사람은 평등하게 태어났고, 조물주에 의해 양도할 수 없는 천부적 권리를 부여받았으며, 그 권리 중에는 생명, 자유와 행복의 추구가 포함되어 있다는 것을 믿는다”는 유명한 말이 되었다.

### 영국의 반격: 1776년-1777년

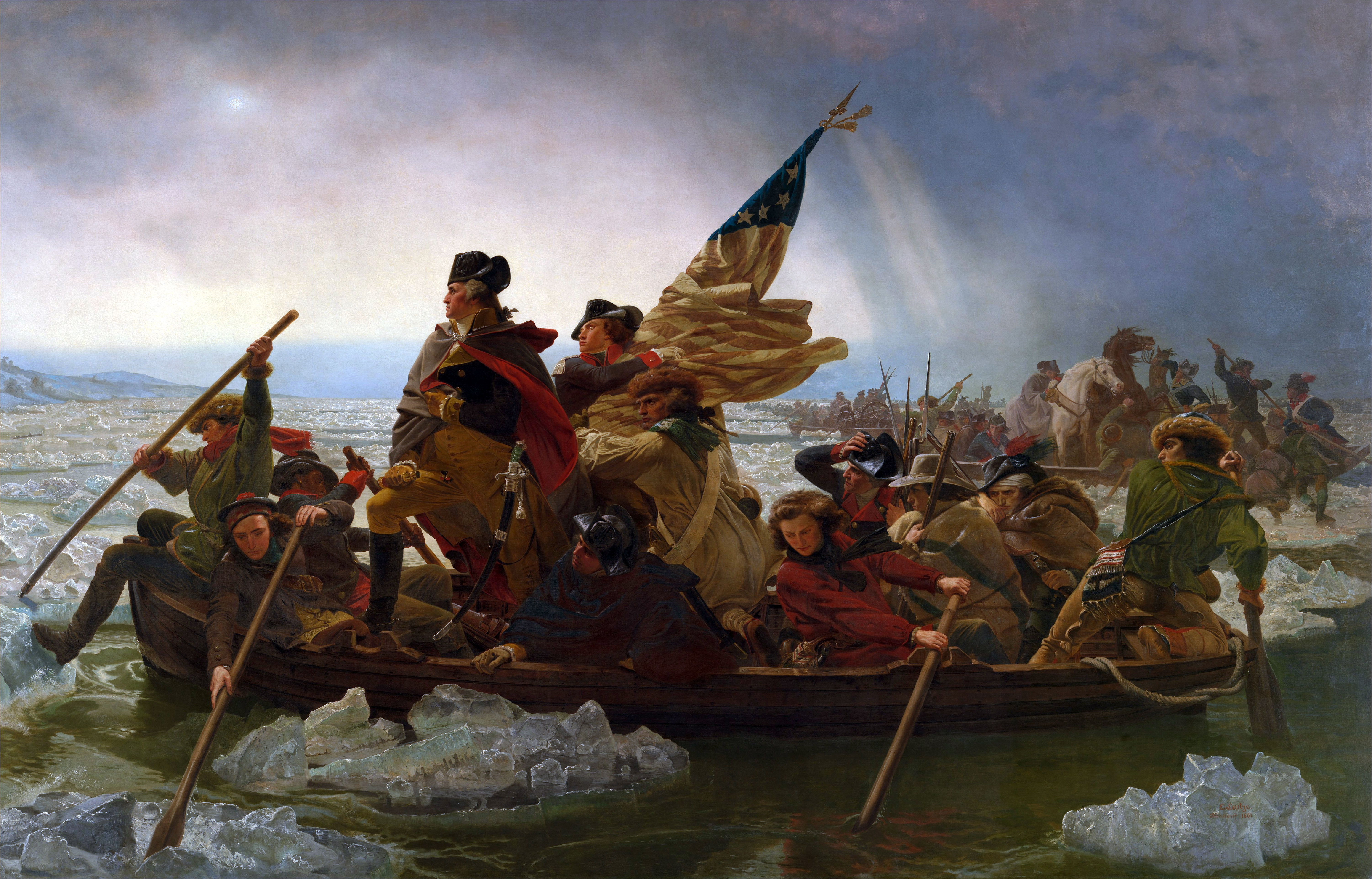
델라웨어 강을 건너는 워싱턴 (1851), 엠마뉴엘 루체 작

1776년 8월 영국군은 역공으로 전환했고, 뉴욕에 상륙하여 이 전쟁 중에서도 최대의 전투가 되었던 롱아일랜드 전투에서 새로 조직된 대륙군과 싸웠다. 영국군은 뉴욕 시를 점령하고 워싱턴 장군을 잡기 직전까지 갔다. 영국군은 뉴욕시를 군사와 정치의 주요 거점으로 삼아, 〈1783년 파리 조약〉을 맺을 때까지 근거지로 삼았다. 뉴욕에서 패트리어트가 해산하고 영국군이 점령하자, 그곳은 왕당파가 집결하는 곳으로 워싱턴의 정보 전략의 초점이 되기도 했다. 영국군은 뉴저지도 점령했지만 워싱턴은 델라웨어강을 건너 ‘트렌턴 전투’와 ‘프린스턴 전투’에서 영국군을 격파하고 뉴저지를 다시 확보했다. 이 승리에 참여한 군인의 수는 상대적으로 적었지만, 사기가 떨어진 독립파의 사기를 크게 드높여서 이 전쟁에서 상징적인 사건이 되었다.
새러토가 방면 전략이라는 대규모 전략이 런던에서 수립되었다. 캐나다에서 허드슨강을 따라 내려간 군대는 뉴욕의 군대와 올버니에서 집결하여, 뉴잉글랜드를 고립시키고, 식민지를 분단시킬 의도였다.
존 버고인 장군이 지휘하는 군대는 캐나다 방면에서 남진했지만, 연락 두절과 전략적 미숙으로 올버니의 북쪽 깊은 숲에 고립되었다. 1777년 여름 버고인 군은 몇 마일 밖에 진군하지 못하고 민병대를 모아 직업적으로 훈련된 미국 정규군을 작은 핵으로 하는 압도적인 규모의 대륙군에 의해 새러토가 전투에서 패배하였다. 한편 허드슨강을 거슬러 올라가서 버고인 군과 집결하기로 한 뉴욕의 군대는 미합중국의 임시 수도를 점령하여 전쟁을 끝내려고 필라델피아로 진군하였다. 버고인 군은 영국 본국으로 돌아간다는 조건으로 항복에 합의했다. 대륙 회의는 포로로 잡은 군대가 다시 영국군으로 복귀하여 전쟁에 투입될 가능성을 고려하여 항복 조건을 무시하고 병사들을 수감했다.
새러토가에서 대륙군이 승리하자 프랑스는 미국과 동맹 조약을 맺고 전쟁에 참가했다. 프랑스가 전면적으로 참전하자 미국 독립 전쟁은 세계 대전의 일부가 되었고, 대영 제국을 견제하기 위해 스페인과 네덜란드 등 유럽의 해군도 계속 참전을 하게 되었다. 영국 해군의 우위는 이러한 사정으로 무력화되었고, 전쟁 전체에서 패전을 걱정해야 할 처지에 놓이게 되었다.

### 영국군 남부 전황: 1778년 -1783년
미국에서 영국군의 전략은 남부 식민지 전략으로 전환되었다. 가용할 수 있는 정규군이 적은 가운데, 영국군의 지휘관은 남부 전략을 실현 가능한 전략으로 보고 있었다. 남부는 왕당파의 강한 근거지였으며, 정착한지 얼마되지도 않은 가난한 이민자와 많은 흑인이 영국군을 받쳐줄 것이라고 예측했다.
1778년 12월 영국군은 조지아 식민지의 사바나를 점령했다. 1780년에는 사우스캐롤라이나의 찰스턴을 포위 점령했다. 캠던 전투에서 대승을 거두면서, 영국군은 조지아와 사우스 캐롤라이나의 대부분을 지배하게 되었다. 영국은 내륙에서 일련의 요새망을 구축하고 왕당파가 그 깃발 아래 집결해 줄 것을 기대하고 있었다. 새러토가에서의 패전에도 불구하고 영국군은 다시 전진한 것처럼 보였다. 10 연방 독립도 검토되었다.(남부 3 연방은 영국 지배에 머물기를 원했다)
그러나 왕당파 집결은 제대로 이뤄지지 못했고, 영국군은 활로를 찾아 북쪽의 노스캐롤라이나 식민지의 버지니아에 침공했지만, 전력 손실만 입고 퇴각을 했다. 이미 점령지 대부분은 왕당파 부대와 미국 미병대 부대 사이에서 게릴라 전의 혼전 상태로 이전되었으며, 영국군이 이길 때도 있었지만, 대부분 무력화되어 갔다.

### 요크타운: 1781년

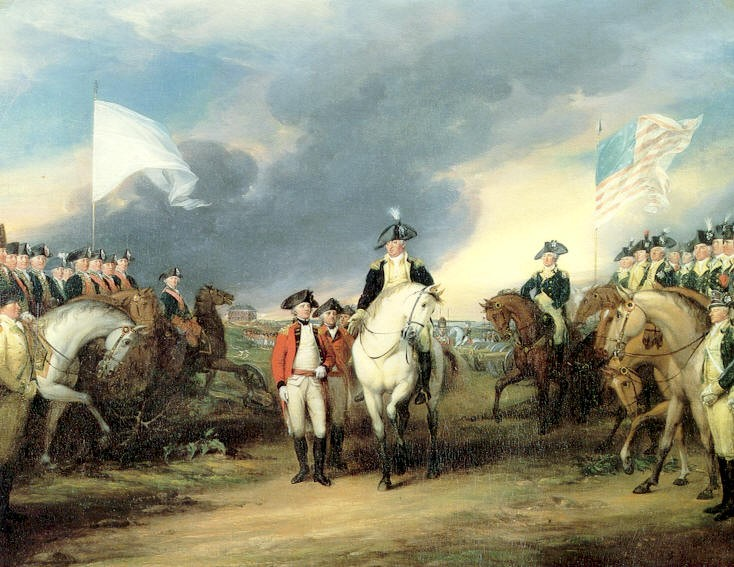
요크타운에서 항복하는 영국군, 독립전쟁을 종식하는 계기가 되었다

남부 영국군은 버지니아의 요크타운까지 진군하여 그곳에서 영국 함대를 타고 뉴욕으로 돌아오려고 계획하고 있었다. 그러나 그 영국 함대는 체사피크 만 해전에서 프랑스 함대에 패배를 했고, 요크타운은 함정으로 바뀌었다. 1781년 10월 콘월리스 장군이 지휘하는 영국군은 프랑스군과 대륙군 연합군에 포위된 채 항복했다.
영국군은 이러한 결정적인 패배로 사실상 미국에서 영국군의 공세는 끝을 맺었다. 영국 본국에서는 미국 혁명파에 동정하는 자가 많아 전쟁을 지지하는 목소리가 높았던 적은 없었지만, 그러한 주전파의 목소리는 더 낮아질 수 밖에 없었다.
국왕 조지 3세는 전쟁을 이어가길 원했지만, 친 국왕파는 의회에서의 지배력을 상실하였고 그 후 미국 본토에서의 대규모 공세는 이뤄지지 못했다.
1783년 5월 10일 커내버럴 만 해안에서 HMS 시빌을 기함으로하는 3척의 영국 함선이 대륙군의 보급품을 강탈하려고 할 때, 존 배리 함장과 승무원이 싸운 것이 독립 전쟁의 마지막 해전이 되었다.

### 평화
종전 조약 협상을 위해 미합중국은 벤자민 프랭클린이 이끄는 존 애덤스와 존 제이를 포함한 팀을 만들었다. 그들은 미국 영토 협상에서 앨러게니산맥을 넘어 미시시피강에 이르러 오대호 남쪽의 영역을 획득할 수 있었다. 이곳은 서유럽 크기에 필적하는 광대한 미개척지였다. 영국과의 계약은 파리 조약으로 체결되었다.

## 연방 제도의 발전

### 연합규약
〈1783년 파리 조약〉으로 미합중국은 독립국이 되었고, 휴전이 성립했지만 정부의 구조 자체는 탄탄하지 못했다. 제2차 대륙회의는 1777년 11월 15일에 〈연합규약〉에 기초한 그 상태로 규제의 틀을 맞췄다. 이 규약에서는 항구적인 연합을 강조하고 있었지만, 유일한 연방 기관인 대륙 회의는 자력으로 재정을 충당하거나 그곳에 규정된 것을 강제할 권한을 부여받지 못했다. 연합 규약으로는 신생국의 강력한 정치적, 경제적 기반을 가질 수 없었다. 그러나 이 규약을 기반으로 더욱 강력하고 많은 합의를 이끌어낸 미국 헌법의 형성으로 이어졌다.
역사가들은 일반적으로 연합 규약이 실효성 있는 정부의 관점에서는 대실패였다는 것을 동의하지만, 새로운 주의 가입 절차를 규정하고, 토지를 개인적 자산과 연방으로 분리하고 공적 용도의 각 도시 구획을 남겨 놓은 〈1785년 공유지 조례〉 및 〈북서부 조례〉는 평가를 하고 있다. 이 방법은 유럽의 제국주의적 식민지 개념과는 분명하게 달랐으며, 19세기에 미국이 대륙 전체로 확대해 나갈 기반을 마련해 주었다.
독립 전쟁의 후반 식민지 주민 대다수는 비교적 편안하게 살고 있었다. 농부는 영국군과 프랑스 군의 최전선에서 그 상품의 시장을 찾아내고 있었다. 해상 봉쇄 돌파나 사략선에서의 보상은 북부의 상점에 풍부한 물자를 제공했다. 투기자들은 전후 확실시된 호황에 대비해 부채를 지고 있었다.
이들의 꿈은 전후 불황으로 거품같이 사라졌다. 영국 추밀원의 명령으로 서인도 제도의 항구가 영국 선박 이외의 선박으로 수송되는 모든 주요 상품에 대해 봉쇄되었다. 프랑스와 스페인도 비슷한 정책을 시행했다. 동시에 신흥 제조자들은 미국 항구를 갑자기 채운 영국 제품에 의해 질식당했다. 일부 연방의 정치적 불안과 채무자가 정부를 움직여 그 채무를 탕감하려는 움직임에 따라 혁명을 주도한 정치적, 경제적 특권 계급의 우려를 더했다. 대륙 회의는 전시에 입은 공적 채무를 상환할 능력이 없었고, 상업과 경제의 발전을 촉진하기 위해 연방 간의 생산 협력을 조정할 권력도 없었기 때문에, 비관적 상황을 악화시킬 뿐이었다.
대륙 회의가 채권을 발행하였지만, 종전 때까지 화폐 가치를 낮추고 있었기 때문에, 통화로서 유통이 멈추었고 "콘티넨탈(통화 호칭)의 가치도 없다"라는 표현이 통용되고 있었다. 대륙 회의는 세금을 부과할 수 없었고, 연방에게 요청만 할 수 있었다. 각 연방의 주지사는 1783년에만 200만 달러의 요청이 있었음에도 불구하고 1781년부터 1784년까지 150만 달러 미만만 국고에 넣었다.
1785년 존 애덤스가 초대 미국 대표로 런던에 갔을 때, 제한이 없는 통칭 조약을 맺는 것은 불가능하다는 것을 알게 되었다. 요구는 뇌물을 바탕으로 이루어졌고, 각 연방이 조약에 합의한다는 보장은 없었다. 애덤스는 각 연방이 힘을 모아 연합회의에서 〈항해법〉을 통과시키거나, 각 연방이 독자적으로 영국에 대한 보복법을 만들 필요가 있다고 역설했다. 대륙 회의는 이미 항해법에 관한 권한을 얻으려 시도했지만, 실패를 한 상황이었다. 한편 각 연방은 영국에 대해 영향력을 감소시키기 위해 개별 행동을 하고 있었다. 뉴잉글랜드의 각 연방이 영국 선박에 대해 항구를 폐쇄했을 때, 코네티컷 연방은 항구를 개방하여 이익을 확보하려 했다.
채무자의 문제는 매사추세츠의 ‘셰이즈의 반란’으로 정점에 달했다. 대륙 회의는 제조업과 상선업을 지키지 못했다. 연방 의회는 개인적인 계약 및 공적 채권에 대한 공격에 저항할 수 없었고, 하지도 않았다. 토지 투자가들은 정부가 국경과 개척민들을 수호하지 못할 경우 자산 가치의 상승을 기대할 수 없었다. 연합 규약을 개정하기 위해 회의를 개최해야 한다는 목소리가 높아져 갔다. 독립 전쟁의 퇴역병인 알렉산더 해밀턴은 워싱턴의 부관으로 일하면서 실효성 없는 의회에 대해 군대가 느끼는 불만을 줄이려면 강한 중앙 정부가 필요하다고 판단했다. 적어도 연합 규약을 개정하거나 이것을 대신할 것을 위해 애너폴리스 회의 개최를 요구했다.

### 헌법 제정 회의
연합회의에서 제기했던 개혁을 촉구하는 움직임을 조직화 한 일련의 시도의 결과로 1787년 여름 필라델피아에서 회의가 소집되었다. 역사적으로 ‘1787년 제헌 회의’ (또는 ‘필라델피아 헌법 제정 회의’)라고 불리는 이 회의는 처음에는 연합 규약을 개정한다는 목표로 소집되었지만, 첫 회의 후 즉시 (그리고 비밀스럽게) 완전히 새로운 헌법 제정을 착수했다.
이 회의에서 제안된 헌법은 범위가 한정된 각 연방과 독립적 우위에 서는 연방 정부를 요구했으며, 그 지정된 역할 속에서 세금을 부과하고, 행정부, 사법부 또한 양원제의 입법부를 갖추도록 하였다. 회의에서 제안된 중앙 정부 의회는 연합 규약 아래 연합 회의에서 하나의 주에 한 표가 주어졌기 때문에 그 권한을 지키려는 작은 연방과 인구가 많고, 부를 가지고 있으며 그에 비례한 발언권을 갖고자 하는 큰 연방 사이에서 중요한 타협이 이루어진 결과가 되었다. 상원은 각 연방에 평등하게 대표권을 보장하고, 하원은 인구에 비례하여 배분된 선거구에서 선출된 대의원을 파견한다는 것이었다.
헌법 자체는 각 연방에서 특별히 선출된 의원이 참여한 회의에서 비준을 받아야 했으며, 연합회의는 각 연방 헌법 초안을 제안하여 헌법 비준 회의를 개최하도록 요구했다.
델라웨어 연방을 비롯해 일부 소규모 연방은 즉각 헌법안을 비준했다. 그러나 뉴욕 연방과 버지니아 연방에서는 이 헌법안이 많은 논란을 가져왔다. 버지니아 연방은 북아메리카 최초로 성공한 영국령 식민지로 인구가 많고, 그곳의 정치 지도자들은 독립에 큰 역할을 하였다. 뉴욕 연방도 면적이 넓고, 많은 인구를 가지고 있으며, 해안에는 최적의 무역항을 가지고 있었으므로, 이 연방의 존재는 미국의 성공에 있어서 필수불가결한 것이었다. 뉴욕 연방의 정치는 지역마다 특권 계급에 따라 지배되고 있었으며, 지방 정치 지도자들은 연방 정부를 지배하게 된 전국적인 정치가와 그 권력을 나눠 갖는 것을 꺼려했다. 새 헌법을 채택하기 위한 투쟁은 뉴욕 연방 비준 회의의 행방이 초점이 되었다.

### 헌법 비준을 위한 산고

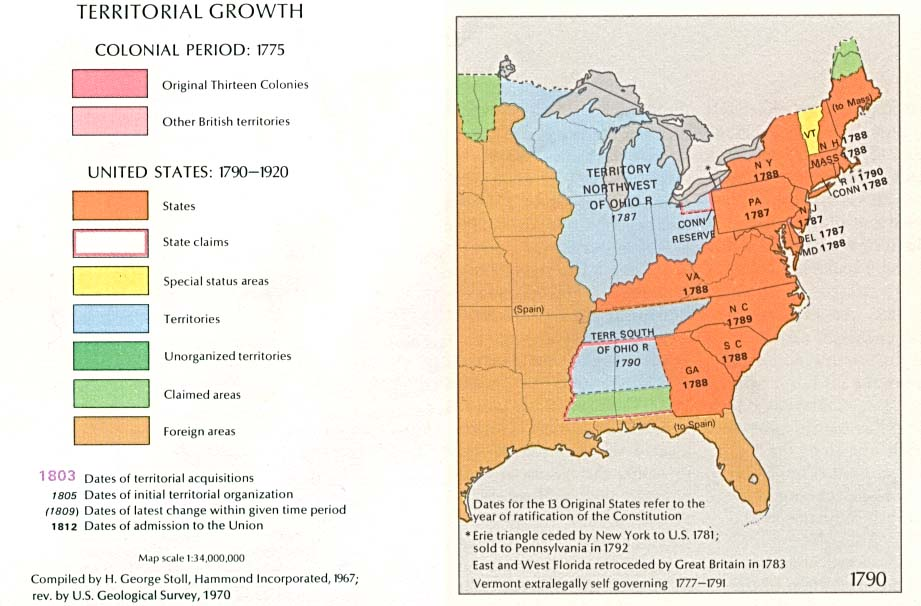
1790년의 미합중국

새 헌법 비준 추진파가 된 것은 ‘연방주의자’라고 했으며, 급속히 합중국의 지지자를 모았다. 가장 잘 알려진 연방주의자로는 알렉산더 해밀턴, 제임스 매디슨 및 존 제이였다. 그들 3명은 ‘퍼블리우스’(Publius)라는 공통의 필명을 사용해 뉴욕 신문에 85편의 《더 페더럴리스트》라는 에세이를 투고하였다. 이 문서는 많은 점에서 새롭게 탄생할 미국에 영향력 있는 문서가 되었으며, 법관들에 의해 빈번히 인용되는 문서가 되어왔다. 하지만 이러한 문서는 헌법 제정 회의 이후에 쓰여졌으며, 비준을 위한 힘겨루기가 특히 심했던 뉴욕 연방의 논의의 일부가 되었다.
강한 정부를 만드는데 반대했던 이들은 ‘반연방주의자’라는 이름을 얻었다. 그들은 과세권이 있는 정부가 있다면 영국이 불과 수십 년 전에 경험한 것처럼 전제적이고, 부패해질 것을 두려워했다. 가장 유명한 반연방주의자로는 패트릭 헨리와 조지 매이슨이 있었다. 그들은 헌법 초안에 권리 장전이 들어가지 않은 것도 우려하고 있었다. 그들이 쓴 문서는 집합적으로 ‘반연방주의 문서’로 불린다.
당시 프랑스 대사를 역임했던 토머스 제퍼슨은 연방주의자도 반연방주의자도 아니었지만, 중립을 지키면서 어떤 결과도 수용하기로 했다. 그러나 프랑스에서 친구이자, 이후 동맹자인 제임스 매디슨에게 보낸 편지에서 헌법 최종안에 관한 우려를 표명하고 있었다. 연방주의자는 헌법 제정 회의 의장을 맡았던 조지 워싱턴이 헌법안을 승인함으로써 큰 권력과 이익을 얻고 있었다.
매디슨이 〈권리 장전〉에 관해 타협안을 제시하면서 버지니아 연방은 헌법안을 비준했다. 그러나 뉴욕 연방은 그곳의 정계를 지배하고 있었던 클린턴 가문의 사람들이 해밀턴의 비준을 위한 노력을 가로막고 있었지만, 뉴욕 비준 회의에서 30-27로 비준을 받게되자 의표를 찔리게 되었다.
헌법이 규정하는 바로는 9개의 주가 헌법을 비준하면, 연방 정부가 활성화될 수 있었다. 그리하여 사실상 1788년 6월 21일 뉴햄프셔 연방이 헌법안을 비준했을 때 미국 헌법은 효력을 발휘하고 있었다. 이어 6월 25일에 버지니아 연방이 헌법을 비준하였고, 7월 26일에 뉴욕 연방도 비준하여 11개 연방의 비준이 완료되었다. 노스캐롤라이나 연방과 로드아일랜드 연방도 결국 만장일치를 시키기 위해 서명을 하게 되었다.
첫 국정 선거와 미국 대통령 선거를 치루기 위해 연합 회의가 소집되었다. 조지 워싱턴이 초대 대통령으로, 존 애덤스가 부통령으로 선출되었다. 뉴욕은 임시 수도로 정해졌고, 1789년 4월 워싱턴은 로워 맨해튼에 있는 페더럴 홀에서 취임 선서를 했다.
제임스 매디슨의 지도력 하에 열린 연방의회 제1회기에서 연방주의자가 약속한 권리 장전을 포함한 12개의 헌법 수정안이 제안되었으며, 그 중 10개는 신속하게 채택되었다. 12개의 법안 가운데, 하나는 비준에 실패하였고, 또 다른 하나는 202년 후 〈미국 헌법 수정 제27조〉로 1992년에 마지막으로 비준되었다. 연방 의회가 인권 법안을 제안한 후 노스캐롤라이나 연방 비준 회의가 재개되었고 헌법을 비준했다. 로드아일랜드 연방은 1790년 5월 29일에 헌법을 비준하고 권리 장전은 6월 첫째 주에 비준되었다.

## 첫 정당제의 등장
헌법에는 정당에 대한 기술은 없었고, 미국 건국의 아버지들은 연방 정부의 대부분을 특징지은 ‘파벌정치’를 항상 냉소해 왔다. 그러나 경제와 외교의 전국적인 문제 중 처음으로 정당제도가 등장했다.
헌법 제정을 추진한 연방주의자는 새로운 정부가 운영되는 시기를 지배하고 있었지만, 헌법 채택 후 아직 조직화되지 못했던 반연방주의자들은 그 존재 자체가 없어졌다. 알렉산더 해밀턴은 1790년에서 1792년에 정부의 친구들로 네트워크를 만들어, 이것이 ‘연방당’이 되었다. 연방당은 1801년까지 국정을 지배했다.
그러나 주 정부의 권한이나, 약한 연방 정부에 대한 고찰은 새로운 정당, 즉 공화당이나 민주공화당의 성장의 토대가 되었다. 이 당은 연방당에 대한 성실한 상대의 입장을 취했다. 해밀턴이 제안한 미합중국제일은행(First Bank of the United States)이나 영국 성향의 외교 정책을 강하게 반대했다. 토머스 제퍼슨과 민주 공화당은 프랑스 혁명이 진행되는 프랑스를 민주주의 동맹자로 보았고, 프랑스에 맡겨두는 태도를 취했다. 1800년에 토머스 제퍼슨이 대통령에 선출되었고, 이듬 해 1801년부터는 민주공화당이 연방 정부를 지배했다.

## 같이 보기
- 미국의 역사
- 미국 독립 혁명
- 미국 독립 전쟁

## 참조
- Appleby, Joyce. Thomas Jefferson: The American Presidents Series (2003) excerpt and text search
- Chambers, William Nisbet. Political Parties in a New Nation: The American Experience, 1776-1809 (1963)
- Chernow, Ron. Washington: A Life (2010)
- Chernow, Ron. Alexander Hamilton (2004)
- Cogliano, Francis D. Revolutionary America, 1763-1815; A Political History (2008), British textbook
- Ellis, Joseph J. His Excellency: George Washington. (2004). ISBN 1-4000-4031-0.
- Ferling, John. A Leap in the Dark: The Struggle to Create the American Republic (2003) online edition
- Graebner, Norman A., Richard Dean Burns, and Joseph M. Siracusa. Foreign Affairs and the Founding Fathers: From Confederation to Constitution, 1776–1787 (Praeger, 2011) 199 pp.
- Greene, Jack P. and J.R. Pole, eds. A Companion to the American Revolution (2nd ed, 2003), excerpt and text search, 90 essays by leading scholars; strong on all political, social and international themes; thin on military
- Higginbotham, Don. The War of American Independence: Military Attitudes, Policies, and Practice, 1763-1789. Massachusetts:Northeastern University Press, 1983. ISBN 978-0-93035-043-7. Online in ACLS History E-book Project.  Comprehensive coverage of military and other aspects of the war.
- Jensen, Merrill. The Articles of Confederation: An Interpretation of the Social-Constitutional History of the American Revolution, 1774-1781 (1959)
- Jensen, Merrill. The New Nation: A History of the United States During the Confederation, 1781-1789 (1981)
- Kerber, Linda K. Women of the Republic: Intellect and Ideology in Revolutionary America (1979)
- Middlekauff, Robert. The Glorious Cause: The American Revolution, 1763–1789. (2nd ed. 2005). ISBN 0-19-516247-1. 696pp online edition
- Miller, John C. Triumph of Freedom, 1775-1783 (1948) online edition
- Morris, Richard B. The Forging of the Union, 1781-1789 (The New American Nation series) (ISBN 006015733X) (1987)
- Nevins, Allan; The American States during and after the Revolution, 1775-1789 (1927) online edition.
- Wood, Gordon S. The American Revolution: A History (2003), short survey by leading scholar
- Wood, Gordon. Empire of Liberty: A History of the Early Republic, 1789-1815 (Oxford History of the United States) (2009) excerpt and text search

### 1차 자료
- Commager, Henry Steele and Morris, Richard B., eds. The Spirit of 'Seventy-Six: The Story of the American Revolution As Told by Participants (1975) (ISBN 0060108347)
- Humphrey; Carol Sue, ed. The Revolutionary Era: Primary Documents on Events from 1776 to 1800 Greenwood Press, 2003
- Morison, S. E. ed. Sources and Documents Illustrating the American Revolution, 1764-1788, and the Formation of the Federal Constitution (1923)